# Aldo Giuseppe Maschi
Aldo Giuseppe Maschi (Badia Calavena, 5 de março de 1920 - São Paulo, 16 de fevereiro de  1999) foi um padre italiano radicado no Brasil.

## Biografia
Natural de Badia Calavena, era filho de Emilio Maschi e Antonia Taglia Pietra. Formou-se em Teologia e Filosofia. Em 1938 ingressou na Congregação Filipina, sendo ordenado padre em 10 de junho de 1945.
Mudou-se para o Brasil no ano de 1958, sendo nomeado pelo Cardeal Mota para oficiar seus serviços religiosos na cidade de São Paulo, na paróquia do Parque São Lucas e seus arredores. Quando chegou à paróquia do Parque São Lucas, o padre Aldo residiu de forma muito precária na sacristia da então Capela de Santo Antônio, pois naquela época não havia casa paroquial para residência do padre. Nesse início foi auxiliado pela comunidade em suas necessidades básicas.

## Obras Sociais
Desde essa época, o Padre Aldo trabalhou em benefício da comunidade de forma muito intensa.  Conhecendo as carências de seus fieis, designou a irmã Maria Jacinta para que fundasse uma creche e uma escola profissionalizante, visando beneficiar os moradores da região.
Em 1983 a Irmã Maria Jacinta, com a supervisão e orientação do Padre Aldo, iniciou seus primeiros passos com a finalidade de construir uma Pastoral Familiar. No ano seguinte, o bispo Dom Luciano Mendes de Almeida celebrou a primeira missa no terreno localizado à Rua Jaime Paiva, 166, lançando a pedra fundamental do que viria a ser a Cebasp - Comunidade Educacional de Base Sítio Pinheirinho. A creche, a escola e outras unidades que se criaram existem até os dias atuais e permanecem em pleno funcionamento, beneficiando várias gerações de moradores do Parque São Lucas e adjacências. Como um autêntico apostolado, sua atuação desde o início foi dirigida de forma prioritária aos menos favorecidos, especialmente aos moradores da favela de Vila Madalena, do Bairro Setúbal.

## Fundação da Paróquia São Filipe Néri

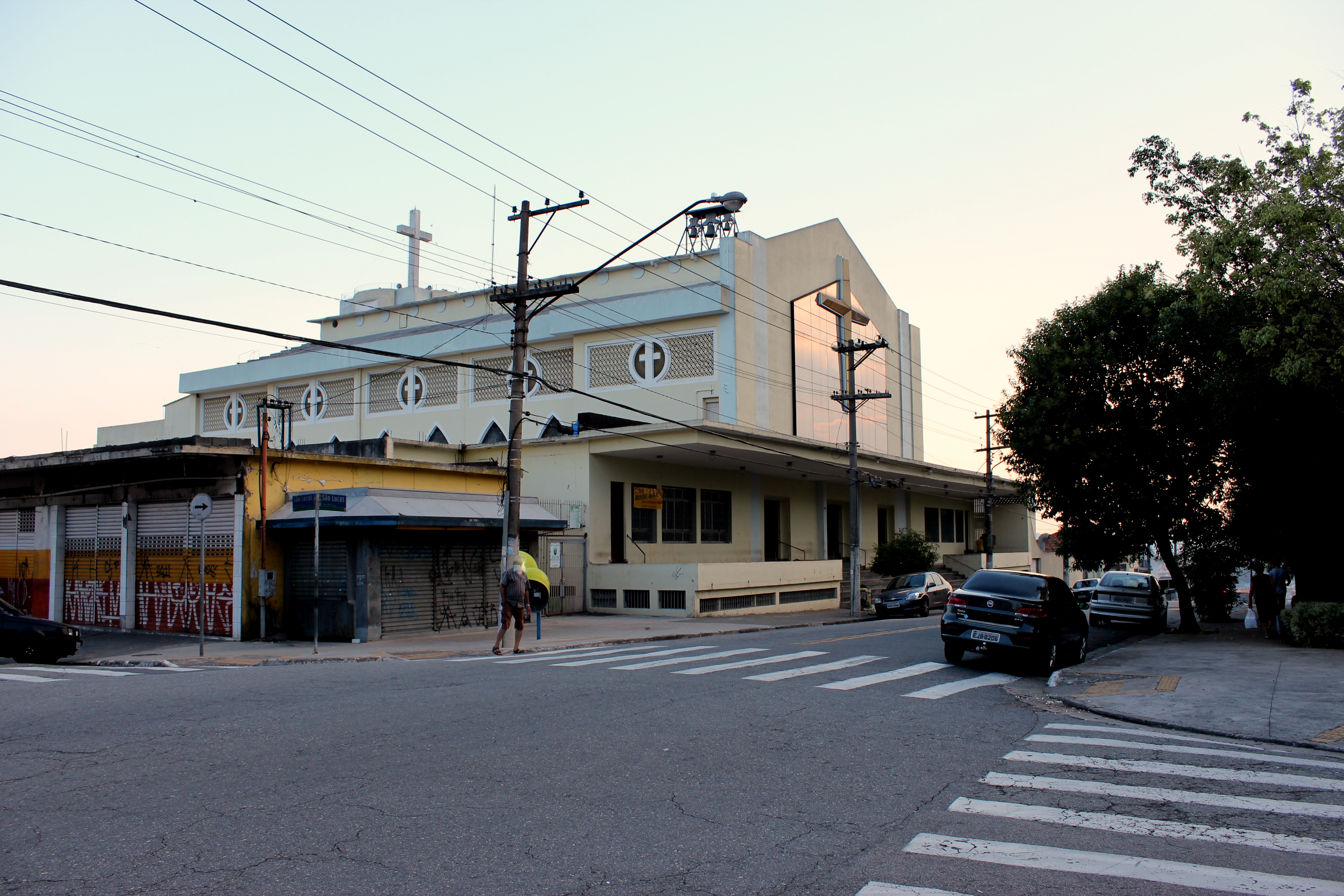
Igreja da Paróquia de São Filipe Néri no Parque São Lucas

Deve-se ao Padre Aldo, em 10 de maio de 1963, o início da criação da igreja da paróquia de São Filipe de Néri, que leva o nome do patrono da Congregação do Oratório, São Filipe Néri. A planta foi desenhada pelo próprio Padre Aldo, coordenando e auxiliando os congregados marianos e os demais paroquianos na construção dos alicerces e paredes da igreja.
Desta forma, Padre Aldo e toda comunidade construiram o que hoje não é somente uma igreja, pois o local abriga na parte social uma quadra de futebol de uso da comunidade, do qual também já fez parte um cinema e um teatro.
A igreja São Filipe Néri sobreviveu ao tempo e é um marco que gerou muitas histórias na região, inclusive dando nome à Avenida do Oratório, antiga Estrada do Oratório, nome que fazia  referência ao oratório da igreja construída no local onde havia uma capela dedicada a Santo Antônio. Nos dias de hoje, a igreja é avistado no alto da Avenida São Lucas, com seus sinos e palavras gravadas do Padre Aldo que podem ser ouvidas a distância.
Todos os anos nos finais de semana de maio, a paróquia São Filipe Néri realiza a tradicional festa em homenagem a São Filipe Néri, falecido em 26 de maio de 1595.

## Fundação da Congregação do Oratório
Padre Aldo foi preposto  e fundador da Congregação do Oratório de São Paulo. Esta congregação hoje é composta de 4 padres, 5 irmãos e 4 noviços, como também ampliou sua fundação trazendo para o bairro um convento feminino, as Irmãs Auxiliadoras do Oratório, que já possui 2 irmãs, além de uma vocacionada.

## Reconhecimento
Desde 2007, tramita na Câmara Municipal de São Paulo, o Projeto de Lei 709 de 2007  que pretende alterar a denominação da Praça São Lucas para Praça Padre Aldo Giuseppe Maschi. Em 2009 o projeto foi vetado pela Prefeitura de São Paulo. Atualmente a Câmara Municipal tenta derrubar o veto para aprovação deste projeto.
Em 6 de março de 1998, Padre Aldo recebeu da Câmara Municipal de São Paulo o título de Cidadão Paulistano.
No ano de 1996, o Padre Aldo, em reconhecimento a suas obras, recebeu a Ordem Superior da Congregação do Oratório São Filipe Néri, ou Ordem Filipina do Brasil, continuando a desempenhar seus ofícios religiosos ate o inicio do ano de 1999, quando veio falecer.